# Герман Бурмайстер
Карл Герман Конрад Бурмайстер (нім. Carl Hermann Conrad Burmeister; 1807—1892) — німецький та аргентинський натураліст,  географ, геолог, ботанік, орнітолог, морський біолог, ентомолог, теріолог, палеонтолог і метеоролог. Опублікував майже 300 наукових робіт.

## Біографія
Бурмайстер закінчив гімназію в рідному місті Штральзунд. У 1826 році почав вивчати медицину у Грайфсвальдському університеті, а з 1827 року продовжив навчання в Університеті Галле. Його основним інтересом була ентомологія. Він здобув ступінь доктора медицини 4 листопада 1829 року захищаючи тему «De Insectorum systemate naturali» (Систематика комах), а 19 грудня 1827 року — доктора філософських наук з темою «Allgemeine Schilderung des Baues der Fische» (Загальний опис будови риб). У 1830 році він переїхав до Берліна, де здобув науковий ступінь з природознавства, а також місце викладача цього предмета в реальній гімназії. У 1842 році став професором зоології в Галле. Через рік вийшла його робота по історії виникнення природи «Geschichte der Schöpfung» (Історія створення). У 1848 році він був обраний до Прусської палати представників в Берліні, де приєднався до лівого блоку. Влітку 1850 року Бурмейстер взяв тривалу відпустку, а у вересні того ж року вирушив до Бразилії. Там він об'їздив штати Ріо-де-Жанейро та Мінас-Жерайс, але в червні 1851 року біля міста Лагоа-Санта зламав ногу, через що затримався в країні на п'ять місяців. У січні 1852 року повернувся в Європу і привіз з собою колекцію з 800 птахів, 200 яєць птахів, 90 амфібій, 70 ссавців і 8 000 комах.
У 1856 році Бурмайстер знову поїхав до Південної Америки, об'їздив Уругвай, потім вирушив до Аргентини, у Мендосу, і, після деякої зупинки, в Росаріо і Парану. Пробувши тривалий час в Парані, вирушив в Тукуман і на північ Аргентинської конфедерації. В березні 1859 року перейшов Анди і вирушив морем через Панамський перешийок на Кубу. З Куби в 1860 році повернувся до Німеччини й привіз приблизно 116 000 експонатів, в тому числі 100 000 комах. Навесні 1861 року він знову залишив свою професуру в Галле і вирушив до Буенос-Айреса, де став директором і професором в заснованому ним же природознавчому музеї. У 1870 році став куратором природознавчого факультету в Кордовському університеті та директором новострореної Академії наук, займався видавництвом її наукових праць.
Помер Герман Бурмайстер 1892 року від травм, отриманих під час нещасного випадку у музеї природничих наук. Поряд у парку нині знаходиться пам'ятник Бурмайстру, а його рештки 1967 року було перепоховано у самому музеї.

## Вшанування
Бурмайстер отримав нагороди:
- Орден Корони 3-го класу від короля Пруссії Вільгельма I в 1879 році
- Орден Рози від імператора Бразилії Педру II в 1879 році

На його честь названо:
- Гора на о. Шпіцберген
- Види птахів Microstilbon burmeisteri, Phyllomyias burmeisteri, Chunga burmeisteri
- Рід трилобітів Burmeisteria